# Lepidopsetta polyxystra
Lepidopsetta polyxystra är en fiskart som beskrevs av Orr och Matarese 2000. Lepidopsetta polyxystra ingår i släktet Lepidopsetta och familjen flundrefiskar. Inga underarter finns listade i Catalogue of Life.